# Samytha sexcirrata
Samytha sexcirrata är en ringmaskart som först beskrevs av Michael Sars 1856.  Samytha sexcirrata ingår i släktet Samytha och familjen Ampharetidae. Enligt den svenska rödlistan är arten otillräckligt studerad i Sverige. Arten förekommer i Götaland. Artens livsmiljö är havet. Inga underarter finns listade i Catalogue of Life.